# N,N-二苯基丙酰胺
N,N-二苯基丙酰胺是一种有机化合物，化学式为C15H15NO。它可由二苯胺和丙酰氯在乙醚中反应制得。它和乙酸烯丙酯在催化下反应，可以得到2-甲基-N,N-二苯基-4-戊烯酰胺。